# Dictyoceratida

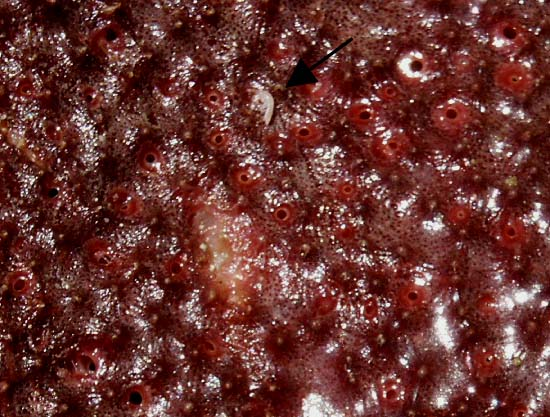
Ircinia campana

Dictyoceratida (лат.) — отряд губок из класса обыкновенных губок (Demospongiae).

## Описание
Губки жесткие и гибкие: твердые, если в матрикс проникают обломки или скелетная сетка уплотнена, мягкие, если плотность волокнистого скелета по отношению к объему мягких тканей уменьшена. Поверхность, как правило, конусовидная, за исключением случаев, когда она плотно бронирована, как у некоторых видов Psammocinia. Волокна анастомозируют и, за исключением двух родов, имеют иерархическое расположение по диаметру и ориентации поверхности с наличием первичных, вторичных и иногда третичных элементов. Состав волокон однородный с хорошо заметными пластинками роста или ямчатый и сильно слоистый с элементами коры и сердцевины, причем все они всегда плотно прилегают друг к другу.

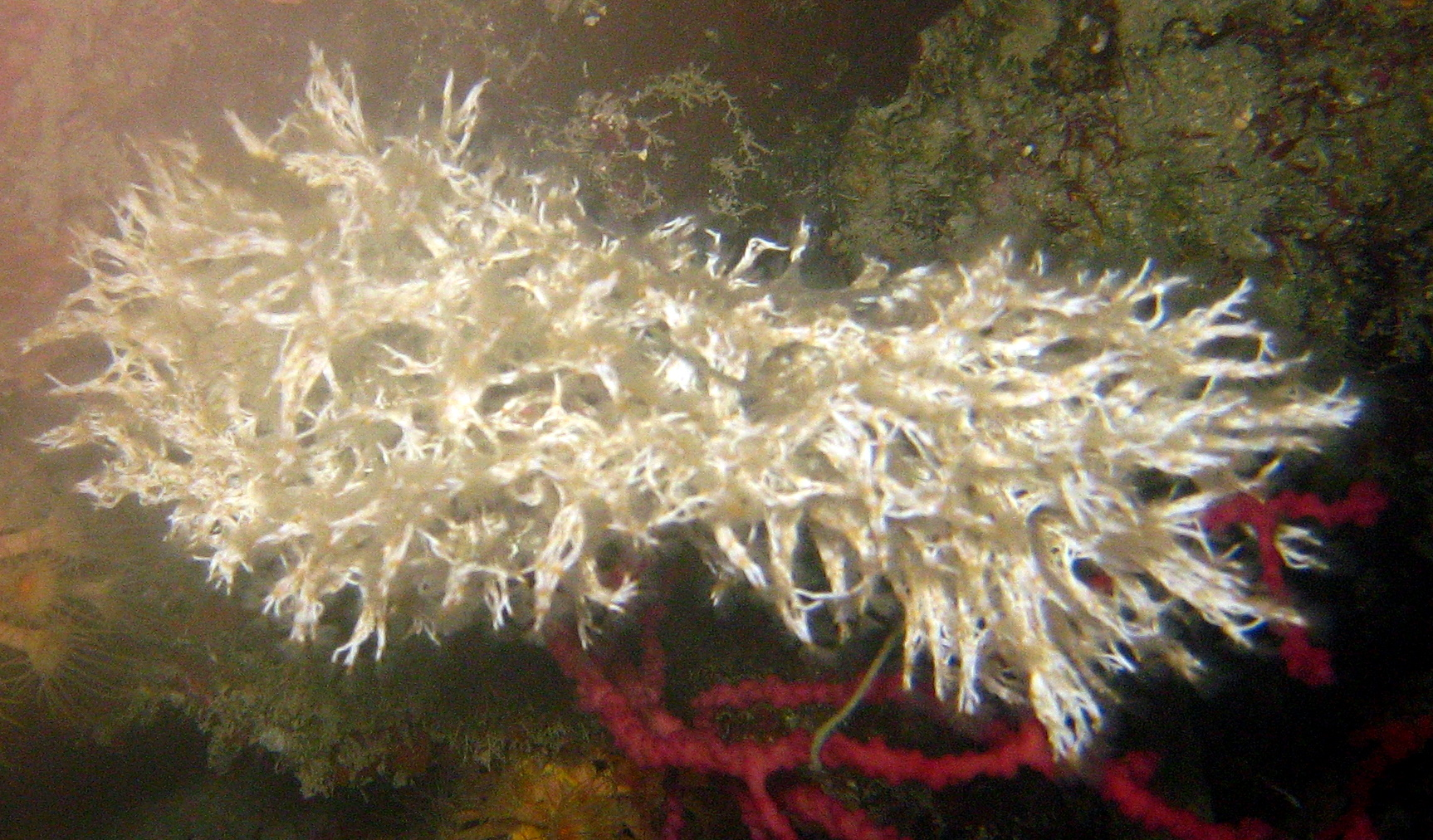
Filograna implexa
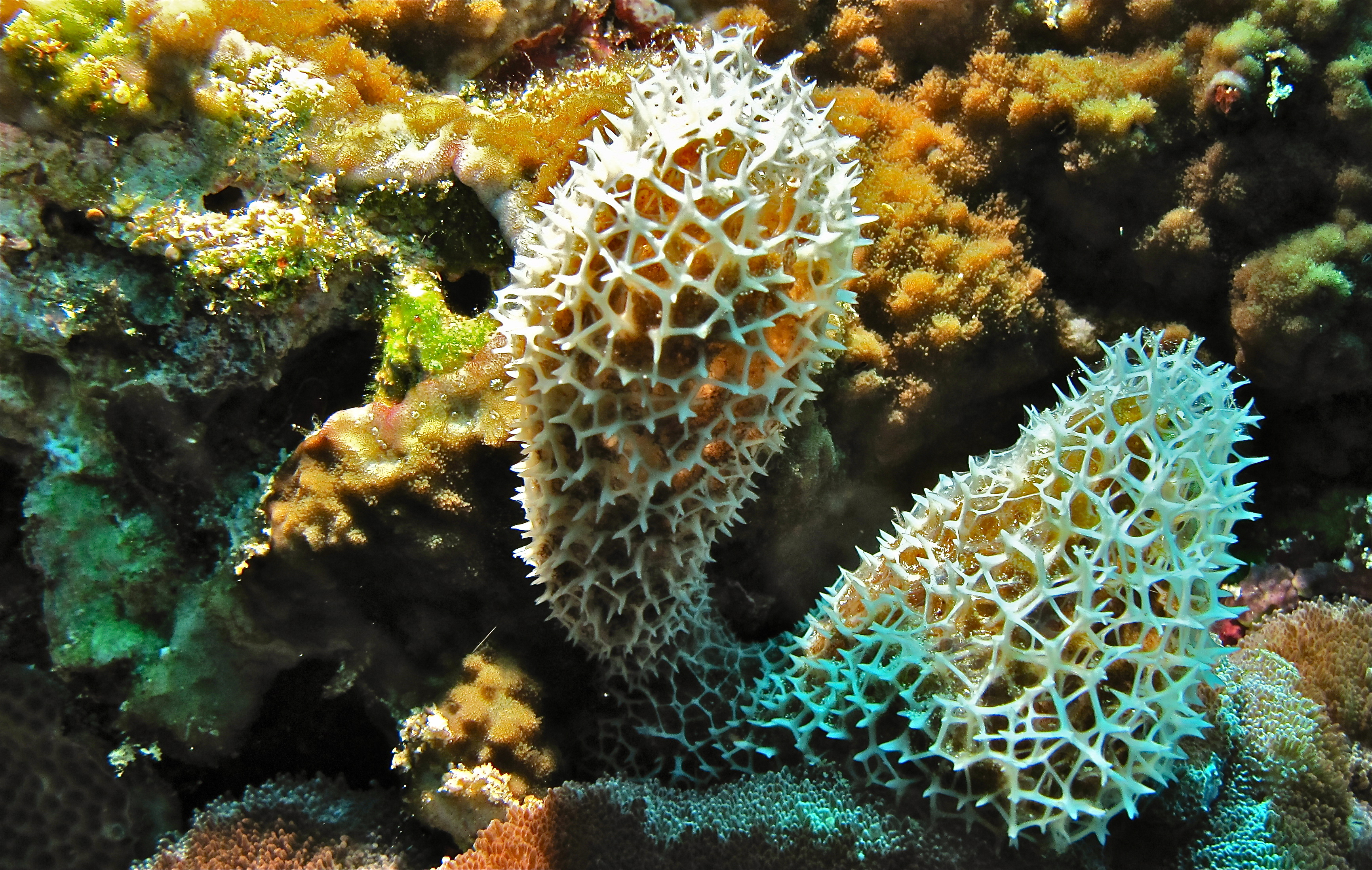
Dysidea sp.
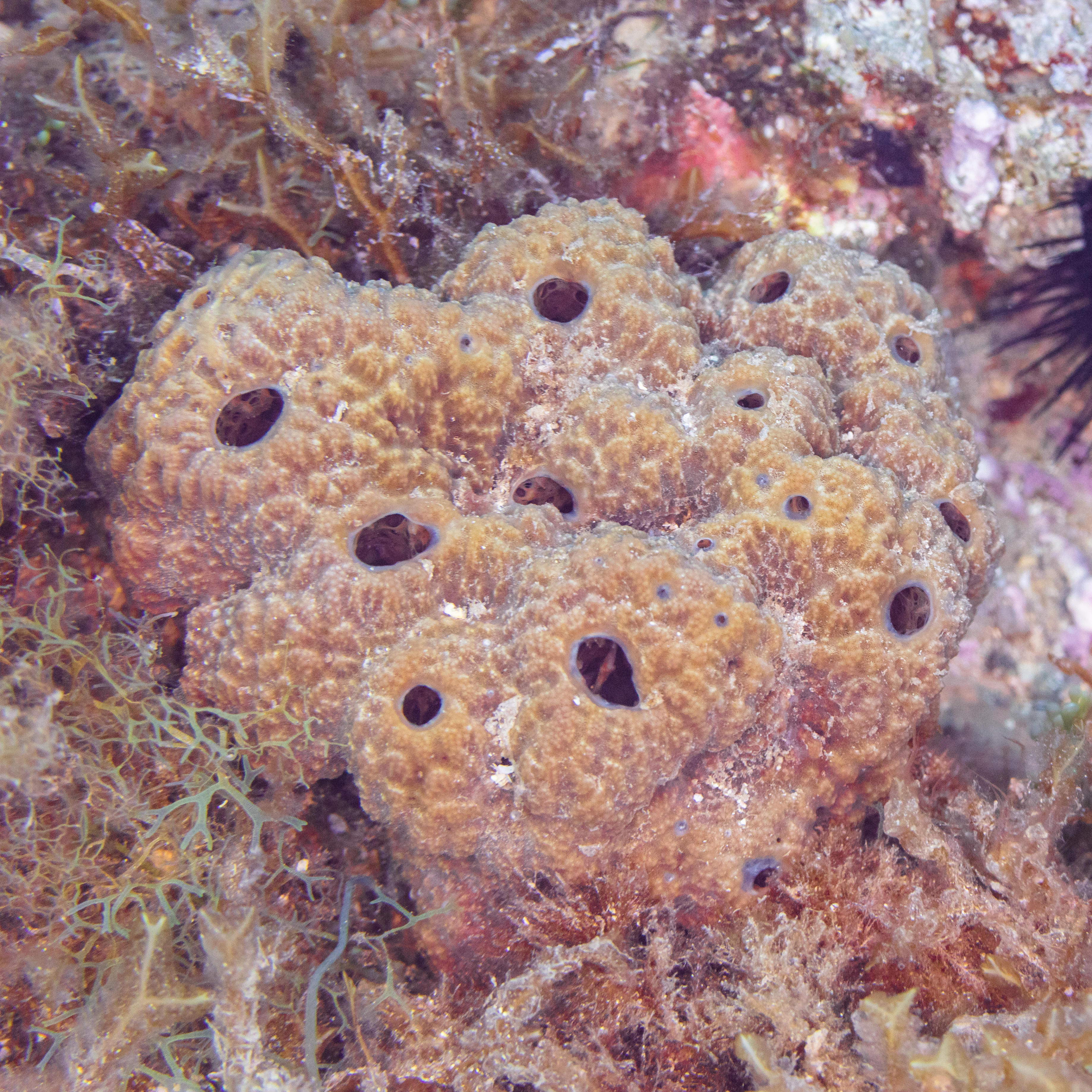
Sarcotragus fasciculatus

## Классификация
Включает более 460 видов. По состоянию на август 2023 года признаны 5 семейств.
- Dysideidae Gray, 1867
- Irciniidae Gray, 1867
- Spongiidae Gray, 1867
- Thorectidae Bergquist, 1978
- Verticillitidae Steinmann, 1882